# 셰인 헤이스트

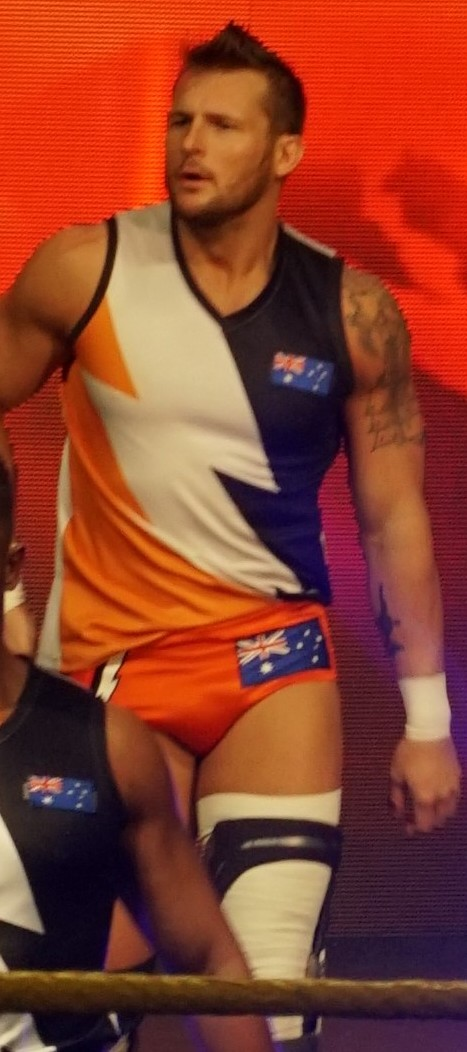
셰인 헤이스트

셰인 헤이스트(Shane Haste, 1978년 9월 24일 ~ )는 본명이 셰인 베레저(Shane Veryzer)다. 오스트레일리아의 남자 프로레슬링선수다. 2003년 프로레슬링 입문했다. 현재는 일본의 프로 레슬링 단체인 프로레슬링 노아에 속한다. 일본에서는 프로레슬링 노아, 오스트레일리아에서는 EPW 및 MCW 등을 주로 활동 무대로 하고 있으며, 마이키 니컬스와 태그팀 더 마이티 돈 닐(The Mighty Don't Kneel)로 활동하고 있다. 키는 189cm(6 ft 2 in)에다가 몸무게는 98kg(216 lb)이다. 피니쉬는 블랙 스완 스플래쉬(다이빙 코크스크류 사백오십도 스플래쉬) 밤 벨리 데스(파이어맨즈 캐리 사이드 슬램), 프렌드 존(오버 더 숄드 크로스페이스), 스윙 리버스 피셔맨 수플렉스로 사용을 한다. 현재 WWE Raw에서 건너와 레트리뷰션이라는 활동 중이며 WWE 링네임이 슬랩잭(Slapjack)이라는 사용을 하고 있다가 결국은 끝내 2021년 WWE 방출당하고 상태라서 안나온다.

## Professional wrestling highlights
- Finishing moves
  - Black Swan Splash (Diving corkscrew 450º splash) - 2003-2020 ; 2022-present
  - Bomb Valley Death (Fireman's carry side slam) - 2003-2020; 2022-present
  - Friend Zone (Over the shoulder crossface) - 2003-2014
  - Swinging reverse fisherman suplex - 2020-2021
- Signature moves
  - Diving frog splash
  - Leaping lariat
  - Lifting suplex slam
  - Running Big boot
  - Sitout powerbomb
  - Spinning dropkick
  - Standing moonsault
- Nicknames
  - Black Swan
- Entrance themes
  - "Meat Your Metal" by Serval Attack (WWE; 2013-2014)
  - "If You Want Blood" (You've Got It) by AC/DC (WWE; 2016-2020)
  - "Welcome to Chaos" by CFO$ (WWE; 2020-2021; used as a member of Retribution)
  - "Ready For The War" by [Q]Brick (feat. Ben Varney) (NJPW; 2022-2023; used as a member of TMDK)
  - "Young Punks" by Mass Lines (NJPW; 2023-present;  used as a member of TMDK)

## 수상
- EPW 월드 헤비웨이트 챔피언 (1회)
- EPW 월드 태그팀웨이트 챔피언 (2회) - 알렉스 킹스턴 (1회), 마이키 니콜스 (1회)
- 앤잭 데이 컵 (2009)
- 인비테이셔널 트로피 (2007)
- 매치 오브 더 이열 (2009) vs 알렉스 킹스턴 VS 체이스 그리핀 & 무어 엑트 에볼루션
- 모스트 임푸르드 레슬링 (2006)
- 랭크드 오브 더 이열 (2003)
- 레슬러 오브 더 이열 (2007, 2008)
- 랭크드 넘버 147 오브 더 탑 500 싱글즈 레슬링 인 더 PWI 500 인 2016
- GHC 월드 태그팀웨이트 챔피언 (2회) - 마이키 니콜스
- 글로벌 태그 리그 파이팅 스피릿 어워드 (2015) - 마이키 니콜스
- 라이즈 앤 프로브 토너먼트 (2012) - 마이키 니콜스
- 베스트 태그팀 어워즈 (2013) - 마이키 니콜스
- 인터내셔널 임팩트 어워즈 (2011 코우 위너, 2012)
- 태그팀 오브 더 이열 (2009) - 알렉스 킹스턴
- 태그팀 오브 더 이열 (2010) - 마이키 니콜스
- 더 그랜드 슬램 컵 (2011)